# Laurent Parcelier
Laurent Parcelier (Chamalières, 19 november 1962) is een Franse ontwerper, kunstschilder en voormalig stripauteur.

## Levensloop
Parcelier volgde een kunststudie aan de École Duperré in Parijs, waarna hij voor uitgeverij Casterman een achttal stripalbums uitbracht. Hij is in het Nederlandse taalgebied vooral bekend als de auteur van de stripreeks Het geheim van de 7 bollen. De verhalen spelen zich af in een fantasiewereld en zijn oorspronkelijk gepubliceerd tussen 1988 tot 1996. In 2014 is de volledige serie in het Frans, opnieuw ingekleurd, weer uitgebracht.
Door zijn tekenstijl was hij een typische vertegenwoordiger van de klare lijn.
In 1996 stopte hij met het schrijven en tekenen van stripboeken om zich uitsluitend aan de schilderkunst te wijden. Zijn schilderwerken zijn veelal onderdeel van private collecties over de hele wereld.